# Авдєєнко Петро Петрович
Авдє́єнко Петро́ Петро́вич або Овдієнко Петро Петрович (7 січня 1901, с. Коти, тепер — у межах м. Чернігів — 27 січня 1956, Київ) — воєначальник, генерал-майор Збройних сил СРСР (1943), Герой Радянського Союзу (1943). Українець.

## Життєпис
- 1901, 7 січня (за старим стилем — 1900, 25 грудня) — народився у селянській сім'ї.
- 1918—1919 — учень Чернігівського ремісничого училища. Працював слюсарем та електромонтером на електростанції.

### Громадянська війна в Україні
- 1919, квітень — 1920, лютий — червоноармієць-телефоніст 1-го Чернігівського стрілецького полку.
- 1920, лютий — квітень — артилерист-розвідник окремої кінно-гірської батареї 41-ї стрілецької дивізії.
- 1920, квітень — вересень — червоноармієць 42-го окремого караульного батальйону при Чернігівському губернському військкоматі.
- 1920, вересень — листопад — червоноармієць Чугуївської окремої роти.
- 1920, листопад — 1921, січень — червоноармієць 1-го запасного полку, м. Харків.
- 1921, січень — березень — червоноармієць окремого телефонно-телеграфного дивізіону Південного фронту, м. Костянтиноград.
- 1921, березень — 1922, квітень — червоноармієць 112-го батальйону 72-ї бригади військ ДПУ; брав участь у боротьбі з повстанським рухом в Україні.

### Міжвоєнний період
- 1922—1924 — курсант 5-ї Київської піхотної школи.
- 1924—1930 — у 135-ому стрілецькому полку 45-ї стрілецької дивізії Українського військового округу: командир стрілецького взводу, взводу полкової школи, начальник команди однорічників, командир та політрук учбової роти.
- 1930, листопад — 1931, лютий — слухач Вищих стрілецько-тактичних курсів удосконалення командного складу піхоти «Выстрел».
- 1931, лютий — 1939, жовтень — у 238-ому стрілецькому полку 80-ї стрілецької дивізії Харківського військового округу, м. Маріуполь: командир батальйону, помічник командира полку, командир полку (з лютого 1936). У 1939 вступив до ВКП(б).
- 1939, жовтень — 1941, червень — командир 215-го резервного стрілецького (до листопада 1940), 623-го резервного стрілецького (до квітня 1941) та 655-го стрілецького полків Сибірського військового округу.

### Німецько-радянська війна
- 1941, червень — вересень — командир 475-го стрілецького полку 53-ї стрілецької дивізії Північнокавказького військового округу, яка з липня 1941 брала участь у бойових діях у складі 61-го стрілецького корпусу 13-ї армії Західного фронту.
- 1941, вересень — 1942, березень — командир 350-ї стрілецької дивізії 61-ї армії Південно-Західного та Брянського (з грудня 1941) фронтів.
- 1942, березень — травень — у розпорядженні Військової ради Західного фронту.
- 1942, травень — 1943, червень — командир 240-ї стрілецької дивізії 3-ї (до серпня 1942) та 38-ї армій Брянського (до вересня 1942) та Воронезького фронтів. 4 лютого 1943 року присвоєне звання «генерал-майор».
- 1943, червень — 1944, травень — командир 51-го стрілецького корпусу 38-ї (до грудня 1943) та 40 армій 1-го Українського (до березня 1944) та 2-го Українського фронтів.
- 1944, травень — жовтень — командир 24-го гвардійського стрілецького корпусу 7-ї гвардійської армії 2-го Українського фронту.
- 1944, жовтень — 1946, лютий — слухач Прискорених курсів при Вищій військовій академії ім. Ворошилова.

### Післявоєнний період

Надгробний пам'ятник

- 1946, лютий — 1948, червень — перший заступник начальника Радянської військової адміністрації провінції Мекленбург, Німеччина.
- 1948, червень — грудень — у розпорядженні Управління кадрів Міністерства оборони СРСР.
- 1948, грудень — 1952, грудень — начальник Тюменського піхотного училища.
- 1952, грудень — 1953, червень — начальник курсів командирів полків на Вищих стрілецько-тактичних курсах удосконалення командного складу піхоти «Выстрел».
- 1953, червень — звільнився у запас, жив у Києві.

- 1956, 27 січня — помер, похований на Байковому кладовищі Києва[2].

## Нагороди
- Герой Радянського Союзу (29.10.1943)[3]
- Орден Леніна (29.10.1943)[4]
- Орден Леніна
- Орден Червоного Прапора (08.04.1943)[5]
- Орден Червоного Прапора
- Орден Червоного Прапора
- Орден Суворова ІІ ступеня[6]
- Орден Кутузова ІІ ступеня[7]
- Медаль «За перемогу над Німеччиною у Великій Вітчизняній війні 1941—1945 рр.» (23.06.1945)[8]
- Медаль «XX років Робітничо-Селянській Червоній Армії» (1938)[9]
- Орден «Чехословацький воєнний хрест 1939 року» (Чехословаччина, 1944)[10]

## Вшанування пам'яті
- Пам'ятник на могилі (Байкове кладовище у Києві); встановлений у 1956 році коштом Київського міськвиконкому[2];
- Пам'ятний стенд на Алеї Героїв у селі Ковпитах Чернігівського району Чернігівської області;
- Вулиці у Києві (вулиця Генерала Авдєєнка, Святошинський район) та Чернігові (вулиця Генерала Авдєєнка).